# Allgemeine Frauenkommende
Die Allgemeine Frauenkommende ist ein Institut des geweihten Lebens in der Römisch-katholischen Kirche. Kirchenrechtlich ist es ein Säkularinstitut und wurde 1951 in Paderborn gegründet. Das Säkularinstitut ist ein eingetragener Verein. Die Mitglieder leben mitten in der Welt und möchten in der heutigen Gesellschaft die Nachfolge Christi verwirklichen.

## Begriff
Die Bezeichnung Frauen-„kommende“ bezieht sich eigentlich auf die kirchenrechtliche Übertragung von Einkünften auf eine dritte Person. „Kommende“ leitet sich vom lateinischen „commendare“ ab und bedeutet „anvertrauen, empfehlen“. Es bezeichnet auch kirchliche Pfründen, die ohne festgelegte Amtspflichten überlassen worden waren. Mit „Kommende“ war auch verbunden, dass der Anvertraute von gewissen Pflichten befreit war.

## Lebensform

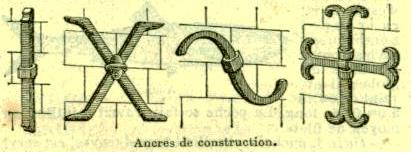
Maueranker in Kreuzform (rechts)

Der Wahlspruch der Kommende lautet: „Die Früchte des Geistes sind: Liebe, Freude, Friede“ und beziehen sich auf den Paulinischen Briefe an die Galater 5,22 . Ihr weltliches Symbol wird von zwei Mauerankern dargestellt die ein Kreuz abbilden. Die Frauenkommende hat sich als Aufgabenschwerpunkt die Betreuung von alleinstehenden Frauen und jungen Menschen zugewandt. Ihre Niederlassungen sind in Nordrhein-Westfalen als offizielle Kontaktadressen zur Beratung bei Kindesmisshandlungen und Kinderpornographie anerkannt. Das Privatleben der Mitglieder ist durch die Feier der Heiligen Messe, Schriftlesung, Meditation und Stundengebet geprägt.
Zum Gemeinschaftsleben treffen sich die Mitglieder auf regionaler Ebene monatlich zur Weiterbildung und geistlichen Gesprächen. Jährlich trifft sich die Gemeinschaft einmal zu Exerzitien. Das Ablegen eines Gelübdes ist in der Regel vorgesehen, für freie Mitarbeiten aber nicht notwendig.